# Charles Decerf
Charles Marie Victor Olivier Decerf (Verviers, 23 mei 1889 - 14 juni 1951) was een Belgisch redacteur.

## Levensloop
Decerf was afkomstig uit Verviers.
Na afloop van de Eerste Wereldoorlog werd hij hoofdredacteur van de Antwerpse Franstalige katholieke krant La Métropole, een functie die hij uitoefende tot zijn dood. Hij volgde in deze hoedanigheid August Van Nylen op, zelf werd hij opgevolgd door Michel van der Straten-Waillet.